# Vésperas sicilianas

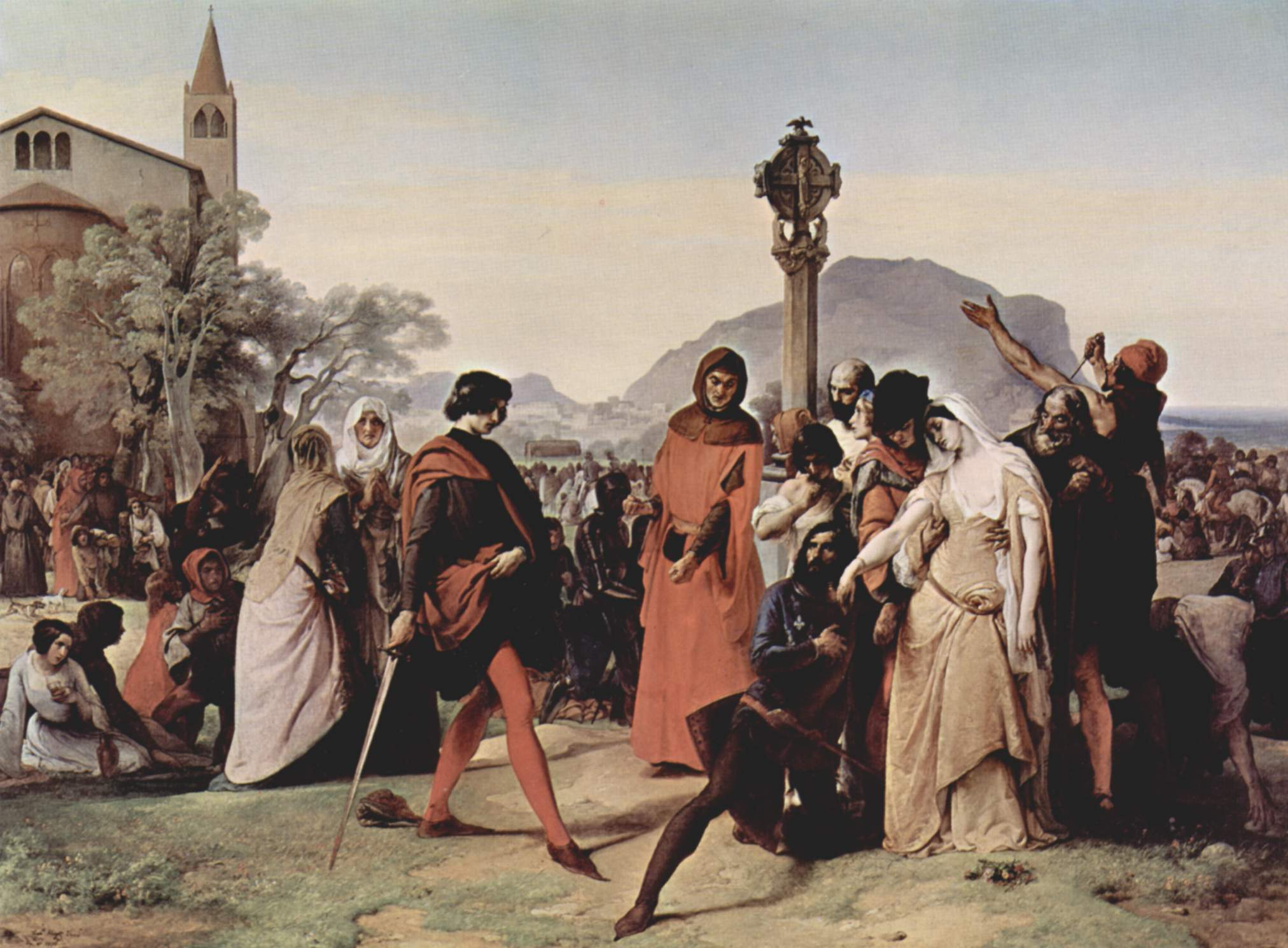
Vésperas Sicilianas (1846) de Francesco Hayez

Vésperas sicilianas (em siciliano e italiano: Vespri siciliani) foi uma revolta que eclodiu à hora das vésperas da Segunda-feira da Páscoa de 1282, em Palermo. O alvo da revolta foram os governantes franceses da ilha, os angevinos, considerados opressores estrangeiros. De Palermo, os motins logo se espalharam por toda a Sicília e expulsaram a presença francesa.
A rebelião desencadeou uma série de guerras pelo controle da Sicília desinadas as Guerras das Vésperas, que terminaram definitivamente em 1372, com a assinatura do Tratado de Avinhão.

## Contexto
Após a derrota do Rei Manfredo da Sicília, na Batalha de Benevento (1266); e a decapitação, 29 de outubro de 1268, de Conradino da Germânia, o último pretendente ao Reino da Sícilia oriundo da Casa da Suábia (ver: Batalha de Tagliacozzo). O reino da Sicília foi definitivamente conquistado por Carlos I de Anjou, que, antes, em 6 de janeiro de 1266, já havia sido coroado pelo Papa Clemente IV como Rei da Sicília.
Com o domínio angevino, houve uma redução dos poderes da baixa nobreza e aumento da carga tributária.
Nessa situação, muitos integrantes da baixa nobreza siciliana passaram a defender a coroação de Constança de Hohenstaufen, filha do Rei Manfredo e esposa do Rei Pedro III, Rei de Aragão, Conde de Barcelona e Rei de Valência, como Rainha da Sicília.
A reivindicação de Constança de Hohenstaufen ao Reino da Sicília, também ganharia o apoio:
- de Miguel VIII Paleólogo, Imperador do Império Bizantino, que estava em conflito com Carlos I de Anjou, devido à aliança (de Carlos) com Balduíno II de Constantinopla;
- de Rodolfo I da Germânia, Imperador do Sacro Império Romano-Germânico;
- de Rei Eduardo I da Inglaterra; e
- dos gibelinos de Gênova.

Por outra lado, Carlos I de Anjou era apoiado:
- por Guido da Montefeltro, Conde de Montefeltro;
- por Afonso X de Castela; e
- pelos guelfos de Veneza[2].

## A rebelião
O estopim da revolta ocorreu quando um soldado francês tentou revistar uma jovem siciliana, seu marido ao se opor à conduta do soldado, tomou sua espada e o matou. Imediatamente a população local se colocou ao lado do marido contra qualquer represália da guarnição francesa e, percebendo-se em vantagem, passou a atacar os soldados franceses e a todos os franceses presentes na região.
Para identificar os franceses que se disfarçavam para escapar à perseguição, os sicilianos mostravam para os suspeitos um punhado de grãos de bico e exigiam a pronuncia correta no idioma siciliano falado na época ("cìciri"), essa técnica para identificar estrangeiros é conhecida como xibolete.
Alguns franceses sobreviveram fugindo para os navios ancorados no litoral.
Em julho, Carlos de Anjou desembarcou na Sicília, no comando de uma expedição com 24.000 cavaleiros e 90.000 infantes para sufocar a revolta. O primeiro objetivo dessa expedição foi tomar a cidade de Messina, a mais próxima do sul da Península Itálica. O cerco durou até o mês de setembro, mas a cidade não foi conquistada.
Antes do desembarque de Carlos de Anjou, líderes rebeldes já haviam solicitado o apoio de Rei Pedro III, Rei de Aragão, que era casado com Constança de Hohenstaufen, filha do Rei Manfredo. Desse modo, em 30 de agosto, o exército de Pedro III, comandado por Rogério de Lauria, desembarcou em Trapani, em uma expedição transportada por navios cedidos por Miguel VIII Paleólogo, Imperador do Império Bizantino.
No dia 4 de setembro, Pedro III de Aragão foi coroado como Rei da Sicília em Palermo pelo parlamento siciliano, como Pedro I da Sicília.
Em 26 de setembro, a expedição de Carlos de Anjou se retirou da Sicília.
Em novembro, o Papa Martinho IV, aliado de Carlos de Anjou, excomungou Pedro III e seus partidários sicilianos.
No início de 1283, Pedro III voltou para Aragão, mas deixou sua esposa Constança como regente.